# 1. Fußball-Club Saarbrücken 1955-1956
Questa voce raccoglie le informazioni riguardanti il 1. Fußball-Club Saarbrücken nelle competizioni ufficiali della stagione 1955-1956.

## Avvenimenti
Partecipa alla prima edizione della Coppa dei Campioni dove vengono eliminati agli ottavi di finale dal Milan (7-5). La società della Saarland ha il merito di vincere 4-3 a San Siro.

## Organico 1955-1956

### Rosa
| N. |                     | Ruolo | Calciatore        |
| -- | ------------------- | ----- | ----------------- |
|    | Francia (bandiera)  | P     | Camille Fischbach |
|    | Germania (bandiera) | P     | Horst Klauck      |
|    | Germania (bandiera) | P     | Helmut Maklicza   |
|    | Germania (bandiera) | D     | Manfred Alf       |
|    | Germania (bandiera) | D     | Karl Berg         |
|    | Germania (bandiera) | D     | Albert Keck       |
|    | Germania (bandiera) | D     | Waldemar Philippi |
|    | Germania (bandiera) | D     | Theodor Puff      |
|    | Germania (bandiera) | D     | Erich Rohe        |
|    | Germania (bandiera) | C     | Peter Momber      |

| N. |                     | Ruolo | Calciatore      |  |
| -- | ------------------- | ----- | --------------- |  |
|    | Germania (bandiera) | C     | Werner Otto     |  |
|    | Germania (bandiera) | A     | Herbert Binkert |  |
|    | Germania (bandiera) | A     | Manfred Ebert   |  |
|    | Germania (bandiera) | A     | Pit Krieger     |  |
|    | Germania (bandiera) | A     | Herbert Martin  |  |
|    | Germania (bandiera) | A     | Karl Schirra    |  |
|    | Germania (bandiera) | A     | Gerhard Siedl   |  |
|    | Germania (bandiera) | A     | Horst Thiel     |  |
|    | Germania (bandiera) | A     | Ernst Zägel     |  |